# John T. Gosling
Pour les articles homonymes, voir Gosling et John Gosling.
John T. Gosling, alias Jack Gosling, né le 10 juillet 1938 à Akron, dans l'Ohio (États-Unis), et mort le 10 mai 2018, est un physicien américain.

## Biographie
Ses travaux de recherche portent en large partie sur l'héliophysique, notamment sur la structure à grande échelle et la topologie magnétique du vent solaire, les éjections de masse coronale, le vent solaire et les perturbations géomagnétiques, la reconnexion magnétique, les chocs sans collision et l'accélération des particules dans l'espace. Gosling a plus récemment[Quand ?] effectué des recherches à l'Université du Colorado et était un fellow élu de l'Association américaine pour l'avancement des sciences,,,.
Gosling a reçu la médaille John-Adam-Fleming à l'AGU Spring Meeting Honors Ceremony, qui a eu lieu le 2 juin 2000 à Washington. La médaille reconnaît une recherche originale et un leadership technique dans le géomagnétisme, l'électricité atmosphérique, l'aéronomie, la physique spatiale et les sciences connexes.
Il était membre de l'Union américaine de géophysique, de la Société américaine de physique, de l'Union astronomique internationale et de l'Association américaine pour l'avancement des sciences.

## Prix et distinctions
- Technology Achievement Award - National Center for Atmospheric Research, 1974
- Distinguished Performance Award (Individual), Los Alamos National Laboratory, 1988
- Fellow, American Geophysical Union, 1991
- Fellow, Los Alamos National Laboratory, 1992
- Distinguished Performance Award (Large Team), Los Alamos National Laboratory, 1994
- Editors' Citation for Excellence in Refereeing : 
  - Journal of Geophysical Research - 1992, 1994, 1997
  - Geophysical Research Letters – 1995, 2008
  - Reviews of Geophysics - 2000
- John Adam Fleming Medal, American Geophysical Union, 2000
- Reconnaissance de l'Institut pour l'information scientifique comme l'un des chercheurs les plus cités en sciences spatiales - 2002
- Parker/Bowie Lecture, Union américaine de géophysique, mai 2004.
- Fellow de l'Association américaine pour l'avancement des sciences, 2007[1]